# Barraca entre la Masia Llobatera i Perafita
Barraca entre la Masia Llobatera i Perafita és una construcció popular del municipi de Roses (Alt Empordà) inclosa en l'Inventari del Patrimoni Arquitectònic de Catalunya.

## Descripció
Situada al nord-est del nucli urbà de la població de Roses, entre les masies de la Perafita i la Llobatera, prop del pla de les Taules.
Barraca construïda damunt l'aflorament de la roca natural de la zona, aprofitant el desnivell del terreny. És de planta circular i presenta la coberta plana exteriorment i cupular a l'interior. Presenta un cos adossat de planta irregular i amb la coberta plana, de menys alçada que el cos principal i disposat a manera de porxo, que integra la porta d'accés. Aquesta és rectangular i presenta una gran llinda plana formada per una llosa de pissarra. La barraca està bastida amb la tècnica de la pedra en sec, formada per primes lloses allargades de pissarra disposades en filades. Les cobertes presenten petites pedres sense treballar.

## Història
L'origen històric de les barraques de pedra seca es remunta a èpoques ancestrals, no ben definides, i tradicionalment s'ha dividit funcionalment entre cabanes de pastors i cabanes de vinya i olivars.
Al Cap de Creus hom pot generalitzar que les cabanes de vinya van lligades al moment àlgid de l'explotació agrícola, especialment la vinícola a partir dels segles xviii i xix. El conreu de vinyes va ser impulsat pel monestir de Sant Pere de Rodes, propietari d'una bona part de les terres que formen el Cap de Creus.
A partir de 1865 quan la fil·loxera començar a afectar greument a les vinyes franceses, el conreu de la vinya empordanesa es veu afavorit incrementant les seves explotacions, principalment cap a Gènova i Roma. Aquest auge va davallar amb la introducció de la fil·loxera al país cap al 1865, fent estralls en l'economia empordanesa i provocant una gran crisi en el sector, continuada de diferents migracions cap a, principalment, Cuba i l'Argentina.
És a partir d'aquest moment en què, hom pot parlar que el conreu de vinyes passa a ser una activitat econòmica secundària i complementària a la pesca, l'horticultura o el conreu de les oliveres.
La funció bàsica de les cabanes de pedra seca era tant l'aixopluc en moments de mal temps, com a magatzem per guardar les eines de treball.
A l'Empordà, les barraques de pedra seca es troben en diversos sectors, però es poden agrupar en tres principals: el format per la Serra de l'Albera i el Cap de Creus, on destaca la construcció emprant llicorella; un altre que abastaria el massís del Montgrí, de substrat calcari; i l'últim format pel paratge de la Garriga i per la serra dels Tramonts, també calcari.